# جوني أ.
جوني أ. (بالإنجليزية: Johnny A.)‏ هو كاتب أغاني وعازف قيثارة أمريكي، ولد في 14 نوفمبر 1952 في مالدن في الولايات المتحدة.

## وصلات خارجية
- الموقع الرسمي
- جوني أ. على موقع ميوزك برينز (الإنجليزية)
- جوني أ. على موقع ميوزك برينز (الإنجليزية)
- جوني أ. على موقع أول ميوزيك (الإنجليزية)
- جوني أ. على موقع ديسكوغز (الإنجليزية)